# Náměstí Republiky (métro de Prague)
Náměstí Republiky est une station de métro à Prague, en Tchéquie. Située sur la ligne B du métro de Prague entre Můstek et Florenc, elle est ouverte depuis le 2 novembre 1985.